# Rana chichicuahutla
Rana chichicuahutla é uma espécie de anura da família Ranidae.
É endémica do México.
Os seus habitats naturais são: lagos de água doce.
Está ameaçada por perda de habitat.